# Achraf Baznani
Achraf Baznani (en àrab, أشرف بزناني) és un director de cinema i fotògraf marroquí nascut a Marràqueix.

## Carrera artística
Baznani és conegut principalment per ser el primer artista del món àrab en haver publicat un llibre fotogràfic basat en la fotografia surrealista. Tan el llibre “Through my Lens” (a través de les meves lents) com “Inside my Dreams” (dins els meus somnis) són surrealistes. Baznani es disposa a ell mateix en les seves fotografies d'objectes quotidians, escenes o situacions divertides. Els seus treballs han aparegut en diverses revistes d'arreu del món, com ara: PicsArt, Mambo, Photo+, Amateur Photographer, Fotografe Melhor Digital Photo Magazine, etc.
Baznani va començar amb la fotografia de forma casual. Quan era un adolescent li van regalar una càmera Kodak Ektra 250 pel seu aniversari. Baznani mai ha assistit a classes de fotografia, en va aprendre des de bon començament pel seu compte. Ha realitzat diferents curts i documentals. Com ara: “Walk” (caminar) el 2006 i “The Forgotten” (els oblidats) el 2007. Per “the immigrant” (el immigrant) del 2007 ha rebut diversos reconeixements tan nacionals com internacionals.
Durant el 2014 va completar el “52 Project” (Projecte 52), una missió personal que consistia en fer una foto cada setmana de forma continuada durant un any.
Achraf Baznani és un dels fotògrafs més prometedors de la seva generació.

## Exhibicions
- 2018: International Surrealism Now, Coimbra, Portugal[10]
- 2017: NordArt 2017, Alemanya
- 2016: International Surrealism Now, Coïmbra, Portugal[11]
- 2016: Park Art Fair International 2016, Triberg, Alemanya[12]
- 2016: Männer, Gräfelfing, Alemanya[13]
- 2016: Inside my Dreams, Solo Exhibition, Rabat, Marroc[14]
- 2016: Ivoire Golf Club, Abidjan, Costa d'Ivori[15]
- 2015: "Colourbrust", PH21 Gallery, Budapest, Hongria[12]
- 2015: Park Art Fair International 2015, Triberg, Alemanya
- 2015: Gallery Globe, Adisson, Texas, EUA[16]
- 2015: Digital Private Exhibition, Museu del Louvre, París, França[17]
- 2015: My Small World, Solo Exhibition,Marràqueix, Marroc[18]

## Primes
- 2017: International Award Galileo Galilei, Pisa, Ilaty[19]
- 2016: Kunst Heute Award, Germany [20]
- 2016: International Prize Colosseo, Roma, Italy[21]
- 2016: Golden Orchid Grand Prize, USA[22]
- 2016: 1st Place Winner – Golden Ribbon in Notindoor photography magazine contest, USA

## Art del llibre
- History of Surrealism. Edilivre, France 2018, ISBN 978-2-414-21510-2
- Achraf Baznani, Surreal Stories (2018)
- I AM (2016), ISBN 978-1-51232161-6
- Through my lens (2014), Art book, ISBN 9781502793386.
- Inside my dreams (2014), Art book, ISBN 9781502856586.Achraf Baznani

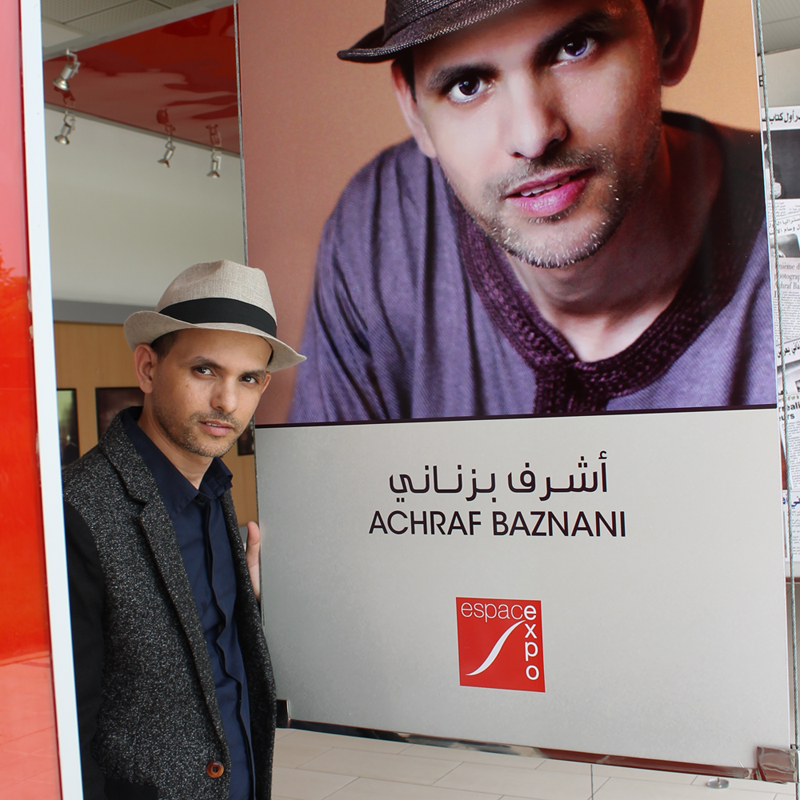
Achraf Baznani